# Eunoe pallida
Eunoe pallida är en ringmaskart som först beskrevs av Ehlers 1908.  Eunoe pallida ingår i släktet Eunoe och familjen Polynoidae. Inga underarter finns listade i Catalogue of Life.